# Рюффекуа

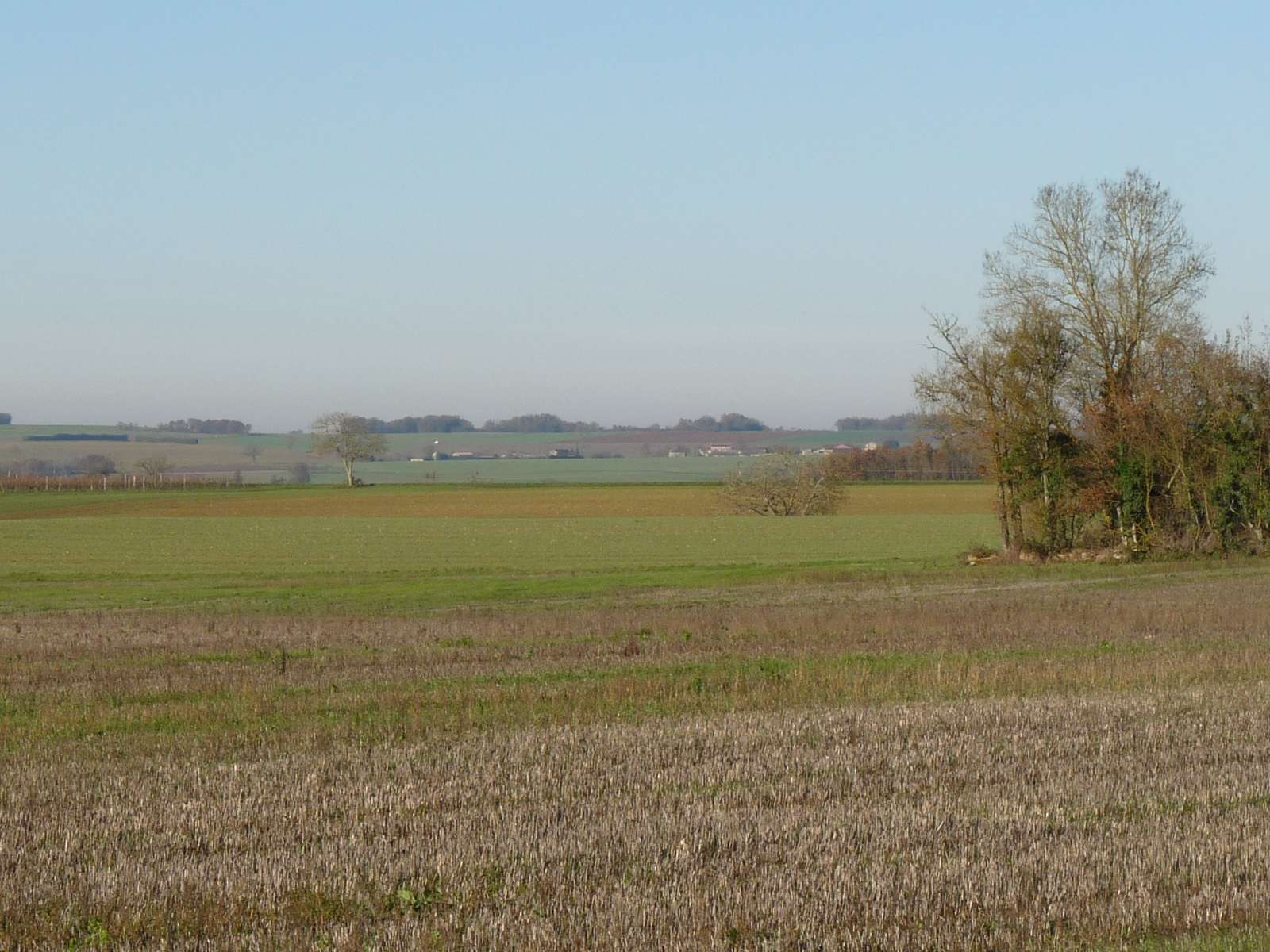
Рюффекуа. Сельская местность между Лоном и Жюйе, Шаранта (2010 год)

Рюффекуа (фр. Ruffécois) — природная область Франции, расположенная на севере департамента Шаранта, в регионе Новая Аквитания.

## География

### Описание
Руффекуа — традиционные земли (так называемые пеи), расположенные на севере департамента Шаранта. Своё название им дал город Рюффек, который расположен в северной части этой территории. На западе области низменность в Вильфаньяне состоит из обширных злаковых равнин и лугов, напоминающих Они или Сентонж. К северу от Рюффека кислые земли представляют собой ландшафт типа бокаж и относительно покрыты лесом; там также немного больше размножения. Они предваряют порог Пуату. На востоке область Шампань-Мутон уже предваряет лимузенскую Шаранту, различие между двумя областями весьма размыто. На юге две микрообласти — Валь д'Ангумуа и Пеи д'Эгр — являют пейзажи равнин и лесов и образуют переход к Ангумуа.

### Расположение
Рюффекуа окружён следующими природными регионами:
- на севере Меллуа[фр.] и Сиврезьеном[фр.].
- на востоке Конфолантэ.
- на юго-востоке Ортом и Тардуаром[фр.].
- на юге Ангумуа и Коньякесом[фр.].
- на западе романским Сентонжем[фр.].

## Микрообласти
- Равнина Вильфаньян[фр.]
- Пеи д'Эгр — расположена на юго-западе Руффекуа, его столица — Эгр, граничит с землями Руйяка.

## Языки
Традиционным региональным языком Руффекуа является пуатевинско-сентонжский в его пуатевинской разновидности, встречающейся в нескольких вариантах:
- южный пуатевинский в Руффекуа и южном Сиврезьене[фр.], богат консерватизмом и южными особенностями Пуатвена, который распространён (с местными вариациями): на западе и в центре кантона Рюффек (к западу от Нантёй-ан-Валле), в кантоне Вильфаньян, на западе кантона Манль (к западу от Онака и Пюирео), на севере кантона Эгр[2];
- южный пуатевинский, граничащий с Окситанией, еще более богатый консерватизмом, к которому добавляется очень важный субстрат языков оки который распространён (с местными вариациями): до границы с языками ойль в Конфолантэ (Плёвиль — и частично — Ле Бушаж), к востоку от Рюффекуа (к востоку от кантона Рюффек: Вьё-Рюффек, Нантей-ан-Валле, Сен-Жерве[фр.], Пурсак, Сен-Гурсон, Кутюр), в центре кантона Манль (Онак, Пюирео).[2]

## История
В Рюффекуа одна из самых высоких концентраций дольменов и курганов, известных с эпохи неолита. Это также территория аббатств и средневековых монастырей, таких как Аббатство Сен-Аман-де-Буакс, монастырь монастырь Нотр-Дам в Марсийак-Ланвиле, аббатство Нотр-Дам в Нантёй-ан-Валле и другие. Это также земля укреплённых замков, остатки которых можно видеть до сих пор, таких как донжон в Монтиньяк-Шарант, замок Вертёй, замок Савей (XV век). Памятник истории с 2005 года в Пезе-Нодуэн-Амбури, башня старого замка в Люксе, замок Гурвиль, замок Андон в Вильжубере, замок Рюффек, — показывают, что Рюффекуа был местом религиозной и политической власти.
Между 995 и 1028 годами Гильом IV Тайлефер, граф Ангулемский, друг герцога Аквитанского Гильома Великого, получил от последнего во владение Рюффек. Оно было включено в состав графства Ангулем и никогда больше не отделялось от него.
В начале XI века земли Рюффека были переданы Тайлеферами сеньорам Марсильяка и Монтиньяка. Первоначально баронство превратилось в виконтство. В XIV веке земли Рюффека перешла к дому Вольвиров после женитьбы Эрве де Вольвира на Элеоноре де Рюффек.
В 1548 году во время Восстания Пито против габели (налога на соль) часть повстанцев во главе с Буазменье и его помощниками направилась в сторону Рюффека, разрушила соляной амбар и начала грабить город. По возвращении они были арестованы в Сент-Аман-де-Буаксе.
Во время религиозных войн протестантизм приобрёл множество последователей в Жарнаке, Ла-Рошфуко и Рюффеке, но в 1569 году католическая армия под командованием герцога Анжуйского взяла Рюффек, изгнала протестантов, убив многих из них.
Во время Второй мировой войны город Рюффек и его окрестности были местом сопротивления и эвакуации лётчиков союзников в Испанию и местом спасения двух героев операции «Франктон», история которых рассказана в британском фильме «Коммандос в Жиронде».